# Мусаев, Шамиль Алиевич
Шамиль Алиевич Мусаев (род. 6 сентября 1997; с. Могилёвское, Хасавюртовский район, Дагестан, Россия) — российский борец вольного стиля, призёр чемпионатов России. Мастер спорта России международного класса (2017).

## Биография
Родом из села Могилёвское Хасавюртовского района, вольной борьбой занимается с 10 лет, как только в селе открылся зал борьбы. Выпускник хасавюртовского УОР 2019 года. Занимается у тренера Магомеда Гусейнова. В мае 2017 года Шамиль стал победителем молодёжного турнира «Чемпионы», посвященного памяти знаменитых турецких борцов Исмета Атли и Митхата Байрака. В августе 2017 года в Финляндии стал победителем юниорского чемпионата мира, победу посвятил отцу и дяде, которые в тот день отмечали победу, а также борцу Юрию Власко, который был убит накануне соревнования. В январе 2019 года стал победителем Гран-При Ивана Ярыгина. В феврале 2019 года принимал участие в немецкой лиге борьбы. В марте 2019 года стал серебряным призёром молодёжного чемпионата Европы U23. В июле 2019 года на чемпионате России в Сочи завоевал бронзовую медаль. В октябре 2019 года стал серебряным призёром молодёжного чемпионата мира U23.

## Спортивные результаты
- Чемпионат мира среди юниоров 2017 — ;
- Межконтинентальный Кубок 2017 — ;
- Межконтинентальный Кубок 2018 — ;
- Чемпионат Европы по борьбе U23 2019 — ;
- Чемпионат России по вольной борьбе 2019 — ;
- Чемпионат мира по борьбе U23 2019 — ;
- Гран-при Иван Ярыгин 2022 — ;
- Чемпионат России по вольной борьбе 2022 — ;
- Кубок памяти Ивана Ярыгина 2024 — ;
- Чемпионат России по вольной борьбе 2024 — ;

## Личная жизнь
Студент факультета физкультуры и спорта Дагестанского государственного педагогического университета.